# Nuapada (district)
Nuapada is een district van de Indiase staat Odisha. Het district telt 530.524 inwoners (2001) en heeft een oppervlakte van 3408 km².